# Arcipelago Čečen'
L'arcipelago Čečen' (in russo архипелаг Чечень?) è un gruppo di isole della Russia a nord della penisola di Agrachan, nel Mar Caspio . Amministrativamente, appartiene al distretto urbano della città di Machačkala, capitale del Daghestan.
La più grande è l'isola Čečen'; l'arcipelago comprende inoltre:
- Isole Prygunki (острова Прыгунки), gruppo di isole a est di Čečen', divise fra loro da stretti canali.

A sud-ovest, al di là dello stretto Čečenskim Prochod (пролив Чеченским Проход), tre isole, divise da stretti canali, si trovano sulla punta della penisola di Agrachan:
- Isola Pičužonok (остров Пичужонок).
- Isola Bazar (остров Базар).
- Isola Jaičnyj (остров Яичный).

Negli anni in cui il livello del Mar Caspio diminuisce, il passaggio tra Bazar e Jaičnyj scompare e le isole diventano una sola..
Vicino all'arcipelago, nel 1966, ebbero luogo i test del Caspian Sea Monster sviluppato da Rostislav Alekseev.

## Collegamenti esterni

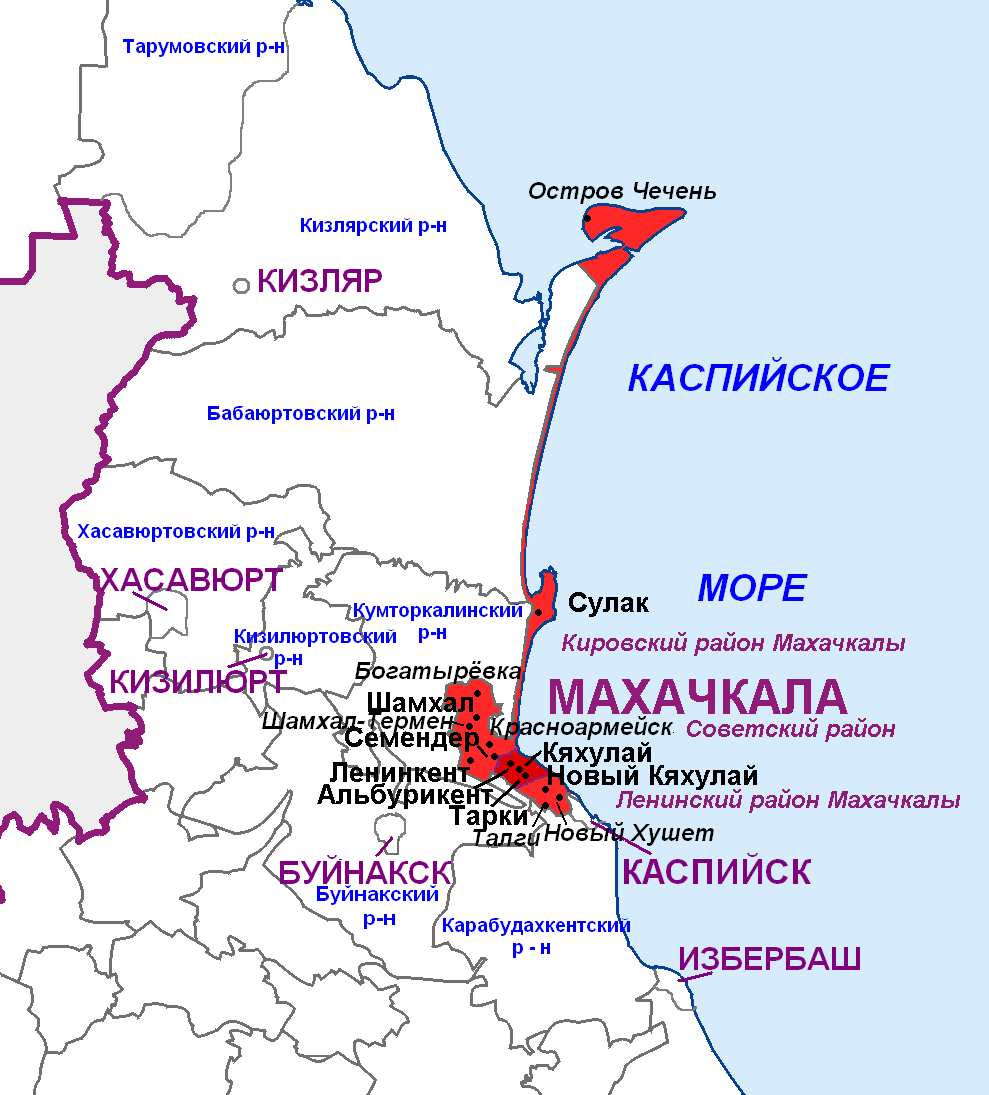
Il distretto urbano (okrug) della città di Machačkala (in rosso) che comprende l'arcipelago Čečen'